# Borek (Horka I)

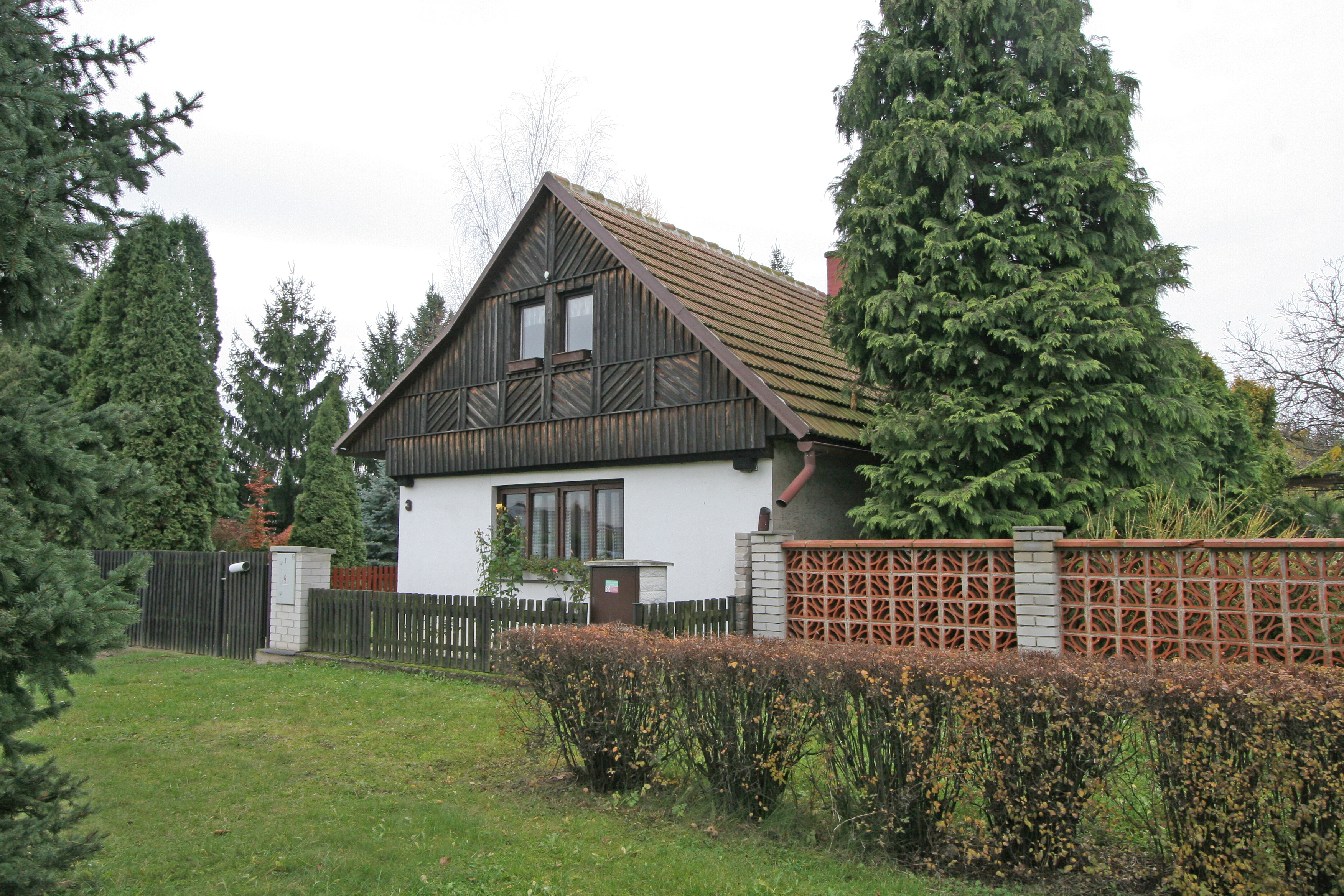
Denkmalgeschütztes Haus Nr. 3

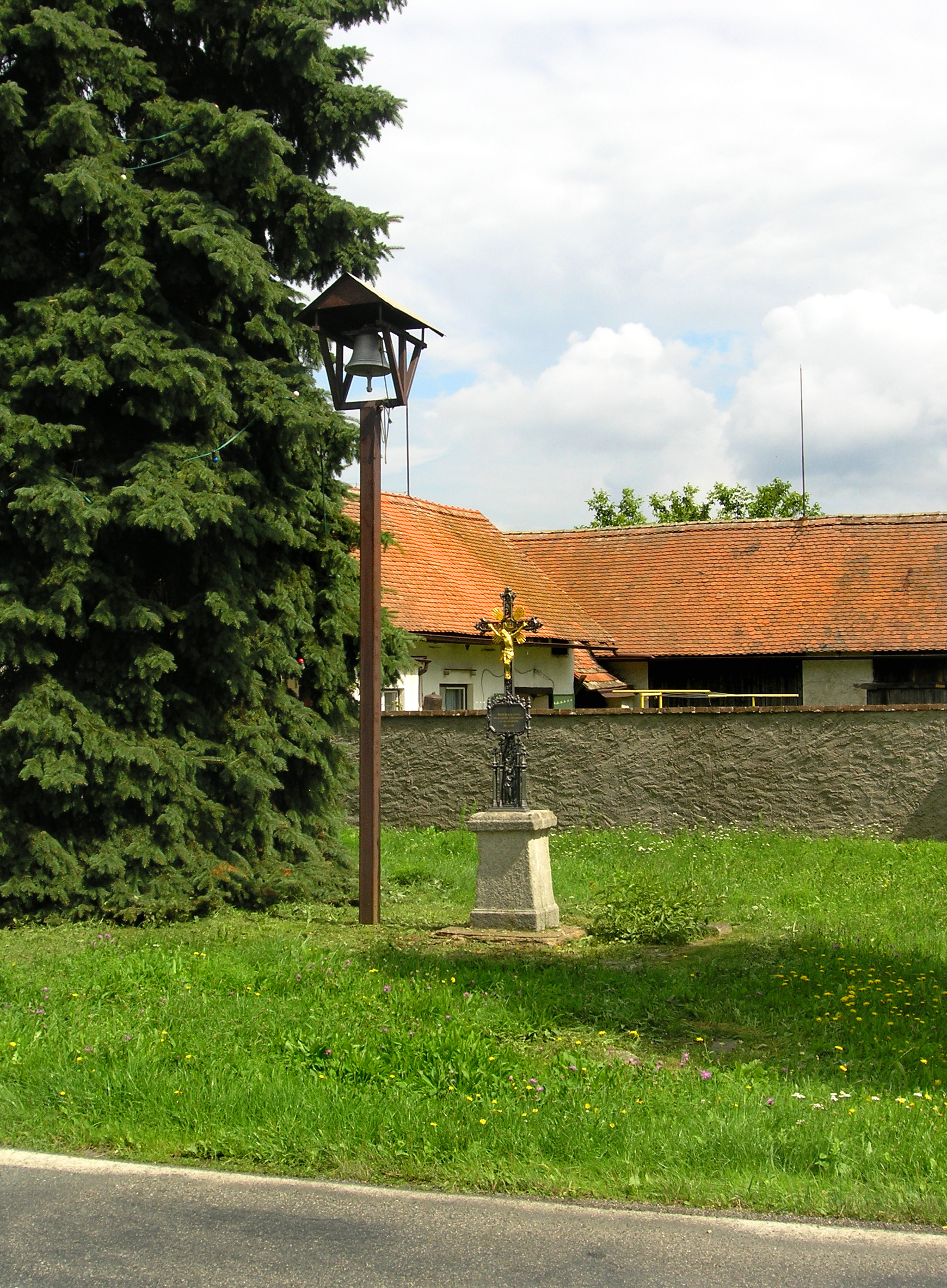
Dorfglocke und Wegkreuz

Borek (deutsch Franzdorf) ist ein Ortsteil der Gemeinde Horka I im Okres Kutná Hora in Tschechien. Er liegt acht Kilometer nördlich von Čáslav.

## Geographie
Borek befindet sich zwischen der Doubrava und den Bächen Čertovka und Zaříčanský potok in der Čáslavská kotlina (Czaslauer Becken). Durch den Ort verläuft die Straße II/338 zwischen Čáslav und Chvaletice. Südlich liegt das Wildgehege Žehušická obora.
Nachbarorte sind Sulovice und Horušice im Norden, Morašice im Nordosten, Horka I und Svobodná Ves im Osten, Bílé Podolí, Zaříčany und Bojmany im Südosten, Žehušice im Südwesten, Rohozec und Svatý Mikuláš im Westen sowie Habrkovice und Lišice im Nordwesten.

## Geschichte
Das Dorf wurde zwischen 1711 und 1715 durch den Besitzer der Herrschaft Žehušice, Franz von Thun und Hohenstein mit deutschen Siedlern aus der Herrschaft Klösterle an der Eger angelegt und erhielt den Namen Franzdorf. Im 19. Jahrhundert hatten sich die Nachfahren der Siedler assimiliert und der Ort war tschechischsprachig geworden.
Im Jahre 1840 bestand Franzdorf bzw. Borek aus 15 Häusern, in denen 100 Personen lebten. Pfarrort war Chotusitz.
Nach der Aufhebung der Patrimonialherrschaften bildete Borek einen Ortsteil der Gemeinde Žehušická Horka im Gerichtsbezirk Časlau. Ab 1868 gehörte der Ort zum Bezirk Časlau. Um 1870 erreichte Borek mit 118 Einwohnern die höchste Bevölkerungszahl in seiner Geschichte.
Im Zuge der Gebietsreform von 1960 wurde der Okres Čáslav aufgehoben; Borek wurde dem Okres Kutná Hora zugeordnet und zusammen mit Horka nach Žehušice eingemeindet. Seit dem 24. November 1990 ist Borek ein Ortsteil der Gemeinde Horka I. Am 3. März 1991 hatte der Ort 49 Einwohner; beim Zensus von 2001 lebten in den 19 Wohnhäusern von Borek 52 Personen.

## Ortsgliederung
Borek ist Teil des Katastralbezirkes Horka u Žehušic.

## Sehenswürdigkeiten
- Haus Nr. 3, Kulturdenkmal
- Dorfglocke und Wegkreuz auf dem Dorfplatz